# RAIM
RAIM (Receiver Autonomous Integrity Monitoring) es una tecnología para determinar la integridad de la señal de los Sistemas Globales de Navegación por Satélite (GNSS). Juega un papel importante en los usos sensibles de estas señales tales como la navegación marítima o aérea.
El sistema RAIM detecta el fallo de la señal de un satélite de una constelación GNSS comparando la información sobre la posición y tiempo obtenida de diversas combinaciones de cuatro satélites en un conjunto de por lo menos cinco satélites visibles. De esta manera, puede detectarse un satélite defectuoso y dar una advertencia al piloto. Puesto que el sistema RAIM no incorpora la capacidad de cancelar la señal de un satélite dañado, no debe seguir usándose la navegación GPS cuando el RAIM detecta un satélite con problemas. El sistema FDE es el que efectúa la cancelación de un satélite defectuoso. 
Puede prestarse asistencia al sistema RAIM mediante un proceso conocido como ayuda barométrica. La información sobre la altitud barométrica de las aeronaves se proporciona al equipo de GPS, el cual puede entonces simular a un satélite ubicado directamente en la perpendicular del usuario. Con la ayuda barométrica, el requisito del RAIM (con respecto a los cinco o seis satélites) se reduce a cuatro o cinco, respectivamente. 
- Datos: Q2135146